# 神威杏次
神威 杏次（かむい きょうじ、1964年10月5日 - ）は、日本の俳優、映画監督、プロデューサー。旧芸名、神威 狂児。大阪府生まれ。大阪芸術大学芸術学部芸術計画学科中退。体重:86Kg。

## 来歴・人物
大阪を拠点にヘヴィメタルバンドのギタリストとして活動したあと、自身の劇団主宰・脚本・演出を経て、25歳より俳優として活動。
1992年、テレビドラマ『特捜エクシードラフト』で宇宙人「カルロス東郷」役で出演して以降、多数のテレビドラマ・映画・OVに出演する。
その後、常に「仕事を与えられる」という俳優としての立場に限界を感じていたことに加え、自分が本当にやりたい役ができなければ充実感が得られないという考えから、制作業に入る。
2009年から俳優活動は無期限休業中であるが、2018年から自らが脚本・監督を担当した映画製作を開始、長編2作目の『スモーキー・アンド・ビター』が欧州を中心とした海外映画祭で高い評価を受け、国際映画祭では最優秀プロデューサー賞を受賞、フランスのニース国際映画祭では最優秀監督賞を受賞した。イタリアで長い歴史を誇る老舗映画祭、サレルノ国際映画祭に三年連続選出も。2024年には、雷神矢口が主催するプロレス団体「怪獣プロレス」に参加、怪獣マネージャー・ガルロスM.I.Bとしてプロレスのリングに上がった。

## 出演

### テレビドラマ
- 刑事貴族2（1991年 - 1992年）
- 裏刑事-URADEKA- 第10話「目撃者殺し！女弁護士に黒い影」（1992年）
- メタルヒーローシリーズ
  - 特捜エクシードラフト（1992年） - カルロス東郷
    - 第19話「光を破る侵入者」
    - 第20話「時空を越えた友情」
    - 第28話「光の戦士、再び！」
    - 第29話「さらば、光の戦士」

  - 特捜ロボジャンパーソン 第14話「爆破寸前の友情」（1993年）-ドールマン
  - ブルースワット 第22話「シグよさらば!?」（1994年） - ザイバー 役
- 徳川無頼帳（1992年）
- 往診ドクター事件カルテ（1992年）
- 愛しの刑事（1992年-1993年）
- いつか好きだと言って（1993年）
- 五星戦隊ダイレンジャー 第2話「気力だァァッ!!」（1993年） - バスケットプレイヤー
- 有言実行三姉妹シュシュトリアン 第1話「涙の妖怪・ザ・お正月」（1993年） - 妖怪ザ・お正月
- 美徳のよろめき（1993年）
- のんの結婚（1993年）
- 混浴温泉露天風呂連続殺人事件（12） 誘拐された美人社長の謎（1993年）
- ウルトラセブン 地球星人の大地（1994年） - 謎の男 / メトロン星人
- 世にも奇妙な物語（1994年）
- 静かなるドン 第19話「俺を本気で怒らせたな！三代目、最後の大暴れ!!」（1994年）
- 真・女神転生デビルサマナー（1997年） - シド・デイビス
- 総理と呼ばないで（1997年）
- ギャラクシーフジヤマ（1997年）
- ナニワ金融道パート3（1998年）
- はるちゃん2（1998年）
- 噂の女人情詐欺師・早苗とたまき　涙の事件簿2「上諏訪温泉高級老人ホームを狙う悪徳商法を潰せ！平成のネズミ小僧只今参上」（1998年）
- それでもワインがスキ!?（1998年）
- 千年王国III銃士ヴァニーナイツ（1999年）
- お水の花道（1999年）
- 車椅子の弁護士・水島威 第6作「裏窓からのぞかれた殺人事件 美人外科医が隠す怪しい秘密…」（1999年）
- スリ三姉妹シリーズ「花吹雪女スリ三姉妹」（2000年）
- 京都の芸者弁護士事件簿 第5作「清香危うし! 芸者の入廷を禁ず 扇連続殺人仰天アカペラ法廷!」（2001年）
- HERO（2001年）
- 整形美人。（2002年）
- ナースのお仕事4（2002年）
- 怪談百物語 第6回「狼男」（2002年）
- 大化改新（2005年）
- 監察医・室生亜季子36「母子鑑定」（2005年）
- 鬼嫁日記 いい湯だな（2007年）
- サラリーマン金太郎（2008年） - 土方鈔月
- ギラギラ（2008年）
- 猿ロック（2009年） - 警備員
  - Episode4 1「完全犯罪を破れ!」
  - Episode4 2「決着! 悪魔の選択」

### 映画・オリジナルビデオ
- 水晶の蒼い影（1991年）
- ゲッ!!死ぬまであと24時間（1992年）
- 野獣伝説（1993年）
- 修羅場の人間学（1993年）
- ザ・首領　火の玉伝説（1993年）
- 狙撃 完結篇 THE SHOOTIST（1994年）
- 仮面ライダーJ（1994年） - ガライ
- ファイナル・ファイター（1994年）
- 日本極道史－血に染まりし代紋－（1994年）
- 唐獅子姉御（1994年）
- 修羅の帝王（1994年）
- 湘南純愛組!2（1994年）
- 右向け左!自衛隊へ行こう（1995年） - 三輪義彦二等陸士
- 修羅がゆく1・2（1995年）
- どチンピラ9・10（1995年）
- チンピラ・ドリーム チャラで死ねるか!（1995年）
- 東京魔悲夜（1995年）
- 極道の門
- 82分署（1995年）
- 男たちの描いた絵（1996年） - 天童
- ジャスキス（1996年） - デボラ
- 新・女刑事サシバ（1996年）
- BE-BOP-HIGHSCHOOL 6 ハッタリ野郎暴走篇（1996年）
- タオの月（1997年） - カムイ
- うなぎ（1997年）
- 渇きの街（1997年）
- 田山幸憲のパチプロ日記（1997年）
- 当選（1997年）
- 明日なき街角（1997年）
- GOING WEST 西へ…（1997年） - 金田
- 流★星（1999年）
- 東京攻略（2000年）
- 餓狼の群れ（2000年） - 陳栄林
- ウルトラセブン誕生35周年“EVOLUTION”5部作（2002年） - 諏訪将校
- 修羅のみち5・9
- Smap! Tour! 2002!（2003年）
- Zero WOMANシリーズ「新Zero WOMAN 0課の女再び…」（2004年）
- ジギリ2（2005年）
- くりいむレモン（2005年）
- 西日本暴力地帯 実録山陰抗争 完結篇（2006年）
- 実録・九州やくざ道 LB熊本刑務所（2007年）
- エクスクロス 魔境伝説（2007年）
- ビジネスマン必勝講座 ヤクザに学ぶ経済戦術（2007年）番外編「実話雑誌編集長J氏の交渉戦術」 - K組幹部A
- 実録 闇のシンジケート 豊田登（2008年）
- インモラル〜凍える死体〜（2008年）
- 実説・沖縄ヤクザ抗争 いくさ世アシバー 上原勇一 1（2008年） - 田場洋考(那覇派→普天間派首領)
- 新宿インシデント（2009年）
- 刺青 匂ひ月のごとく（2009年）
- 新・鯨道 侠魂 完結編（2009年）
- あばしり一家 THE MOVIE（2009年） - あばしり直次郎
- GANTZ PERFECT ANSWER（2011年） - 黒服・陸
- ハートボイルド・フィクション（2019年）-黒猫探偵
- スモーキー・アンド・ビター(2020年）-黒猫探偵
- ムーンライト・ダイナー(2021年）-BLACKCAT
- 7WAYS (2022年）-BLACKCAT

### CM
- 東芝マルチメディア総合CM
- ダノンジャパン プチダノン

### ゲーム
- 街 〜運命の交差点〜 - 山吹京一郎

## 映画製作・受賞歴
- マイ・ガール（2018年）短編 - 脚本、監督、撮影、編集、出演
- アンナ-Anna-（2018年）短編 - 脚本、監督、撮影、編集、出演
- ハートボイルド・フィクション（2019年） - 脚本、監督、撮影、編集、出演
- スモーキー・アンド・ビター(2020年） - 脚本、監督、撮影、編集、出演
  - ロンドン国際映画祭「外国語映画最優秀助演男優賞（坂本三成）」受賞[8]
  - バルセロナ国際映画祭「最優秀プロデューサー賞（神威杏次）」受賞[4]
  - ニース国際映画祭「外国語映画最優秀監督賞（神威杏次）」受賞[5]
  - マドリード国際映画祭「外国語映画最優秀主演男優賞（工藤俊作）」受賞[9]
  - アントワープ国際映画祭「外国語映画最優秀監督賞（神威杏次）」受賞
  - WORLD INDEPENDENT CINEMA AWARDS 2021「外国語映画最優秀助演女優賞（萩原佐代子）」受賞[10]
  - 第75回サレルノ国際映画祭「長編映画コンペティション部門」ノミネート
- ムーンライト・ダイナー(2021年） - 脚本、監督、撮影、編集、出演
  - バルセロナ国際映画祭「最優秀作品賞」「最優秀外国語作品賞」Ｗ受賞[11]
  - ロンドン国際映画祭「外国語映画最優秀監督賞（神威杏次）」「外国語映画最優秀脚本賞」Ｗ受賞[12]
  - ニース国際映画祭「外国語映画最優秀助演男優賞（萩田博之）」受賞[13]
  - フィルム・フェスト・インターナショナル・パリ「外国語映画最優秀俳優賞（坂本三成）」受賞[13]
  - 第76回サレルノ国際映画祭「長編映画コンペティション部門」ノミネート
  - アントワープ国際映画祭「外国語映画最優秀監督賞（神威杏次）」受賞[14]
  - ブロードステアーズ国際映画祭「最優秀俳優賞（工藤俊作）」受賞[14]
  - WORLD INDEPENDENT CINEMA AWARDS 2023 「外国語映画最優秀女優賞（菅井玲）」受賞[14]
- 7WAYS（2022年） - 脚本、監督、撮影、編集、出演
  - ロンドン国際映画祭「外国語長編映画最優秀脚本賞」受賞
  - 第77回サレルノ国際映画祭「長編映画コンペンション部門」ノミネート